# Società Sportiva Lazio 1964-1965
Questa voce raccoglie le informazioni riguardanti la Società Sportiva Lazio nelle competizioni ufficiali della stagione 1964-1965.

## Stagione
La Lazio nella Serie A 1964-1965 si classificò al quattordicesimo posto con 29 punti, a pari merito con la Sampdoria, dopo aver raggiunto la salvezza alla penultima giornata. In Coppa Italia la squadra fu eliminata tramite il sorteggio dopo aver pareggiato 0-0 con il Napoli nello spareggio di qualificazione al secondo turno eliminatorio.

## Organigramma societario
Area direttiva
- Presidente: Angelo Miceli, poi Giorgio Vaccaro

Area tecnica
- Allenatore: Umberto Mannocci

## Rosa
| N. |                      | Ruolo | Calciatore        |
| -- | -------------------- | ----- | ----------------- |
|    | Italia (bandiera)    | P     | Idilio Cei        |
|    | Italia (bandiera)    | P     | Roberto Gori      |
|    | Italia (bandiera)    | P     | Pier Luigi Masoni |
|    | Italia (bandiera)    | D     | Piero Dotti       |
|    | Italia (bandiera)    | D     | Vincenzo Gasperi  |
|    | Italia (bandiera)    | D     | Franco Marini     |
|    | Italia (bandiera)    | D     | Pierluigi Pagni   |
|    | Italia (bandiera)    | D     | Giampiero Vitali  |
|    | Italia (bandiera)    | D     | Diego Zanetti     |
|    | Turchia (bandiera)   | C     | Can Bartu         |
|    | Italia (bandiera)    | C     | Paolo Carosi      |
|    | Danimarca (bandiera) | C     | Kurt Christensen  |

| N. |                   | Ruolo | Calciatore                  |
| -- | ----------------- | ----- | --------------------------- |
|    | Italia (bandiera) | C     | Eugenio Fascetti            |
|    | Italia (bandiera) | C     | Nello Governato             |
|    | Italia (bandiera) | C     | Roberto Manganotto          |
|    | Italia (bandiera) | C     | Alberto Mari                |
|    | Italia (bandiera) | C     | Vincenzo Proietti Farinelli |
|    | Italia (bandiera) | A     | Vito D'Amato                |
|    | Italia (bandiera) | A     | Carlo Galli                 |
|    | Italia (bandiera) | A     | Gianfranco Petris           |
|    | Italia (bandiera) | A     | Giampaolo Piaceri           |
|    | Italia (bandiera) | A     | Antonio Renna               |
|    | Italia (bandiera) | A     | Giuseppe Santonico          |

## Calciomercato
| Acquisti | Acquisti                   | Acquisti         | Acquisti      |
| R.       | Nome                       | da               | Modalità      |
| -------- | -------------------------- | ---------------- | ------------- |
| P        | Roberto Gori               | Biellese         | definitivo    |
| P        | Luciano Giglietti          | Cirio            | fine prestito |
| P        | Pier Luigi Masoni          | Empoli           | definitivo    |
| D        | Piero Dotti                | Messina          | definitivo    |
| D        | Franco Marini              | Bologna          | definitivo    |
| D        | Vittorio Pavone            | Sambenedettese   | fine prestito |
| D        | Giovanni Piccinini         | Vigor Senigallia | definitivo    |
| D        | Bruno Pinna                | Del Duca Ascoli  | fine prestito |
| D        | Giampiero Vitali           | Triestina        | definitivo    |
| C        | Can Bartu                  | Fiorentina       | definitivo    |
| C        | Kurt Christensen           | Atalanta         | definitivo    |
| C        | Giovanni Renzo Dell'Andrea | Cynthia          | definitivo    |
| C        | Eugenio Fascetti           | Messina          | definitivo    |
| C        | Roberto Manganotto         | Mantova          | definitivo    |
| C        | Bruno Nastri               | Salernitana      | fine prestito |
| C        | Sergio Rodaro              | Salernitana      | fine prestito |
| A        | Bruno Graziani             | Salernitana      | fine prestito |
| A        | Gianfranco Petris          | Fiorentina       | definitivo    |
| A        | Giampaolo Piaceri          | Genoa            | definitivo    |
| A        | Antonio Renna              | Bologna          | definitivo    |
| A        | Giuseppe Santonico         | Isola Liri       | definitivo    |

| Cessioni | Cessioni             | Cessioni    | Cessioni      |
| R.       | Nome                 | a           | Modalità      |
| -------- | -------------------- | ----------- | ------------- |
| P        | Franco Carrus        |             | svincolato    |
| P        | Luciano Giglietti    | Latina      | definitivo    |
| P        | Alberto Recchia      | Messina     | definitivo    |
| D        | Mario Fabrizi        | Crotone     | definitivo    |
| D        | Gianfranco Garbuglia | Messina     | definitivo    |
| D        | Mimmo Mommi          | Crotone     | prestito      |
| D        | Bruno Pinna          | Salernitana | definitivo    |
| D        | Gabriele Rambotti    | Salernitana | definitivo    |
| D        | Vittorio Pavone      | Crotone     | prestito      |
| D        | Pierino Sterbini     | Frosinone   | definitivo    |
| C        | Egidio Fumagalli     | Frosinone   | definitivo    |
| C        | Massimo Giacomini    | Genoa       | definitivo    |
| C        | Graziano Landoni     | Atalanta    | definitivo    |
| C        | Roberto Manganotto   | Monza       | definitivo    |
| C        | Bruno Mazzia         | Juventus    | fine prestito |
| C        | Sergio Rodaro        | Taranto     | definitivo    |
| A        | Roberto Cecchi       | Crotone     | prestito      |
| A        | Cataldo Di Virgilio  | Venezia     | definitivo    |
| A        | Bruno Graziani       | Frosinone   | definitivo    |
| A        | Mario Maraschi       | Bologna     | definitivo    |
| A        | Juan Carlos Morrone  | Fiorentina  | definitivo    |
| A        | Rossano Mosci        | Crotone     | prestito      |
| A        | Orlando Rozzoni      | Catania     | prestito      |
| A        | Giuseppe Santonico   | Reggina     | definitivo    |

## Risultati

### Serie A

#### Girone di andata
| Arbitro: | Bernardis (Trieste) |

|                |           |  |
| Cappellini 44’ | Marcatori |  |

| Arbitro: | Ferrari (Milano) |

|                      |           |                  |
| Christensen 63’, 87’ | Marcatori | 35’, 49’ Facchin |

| Arbitro: | Genel (Trieste) |

|             |           |  |
| Maschio 61’ | Marcatori |  |

| Arbitro: | Lo Bello (Siracusa) |

|          |           |                |
| Renna 8’ | Marcatori | 65’ Domenghini |

| Arbitro: | Bernardis (Trieste) |

|                           |           |             |
| Lodetti 41’ Fortunato 74’ | Marcatori | 88’ Gasperi |

| Arbitro: | De Marchi (Pordenone) |

|                                  |           |              |
| Mari 56’ Governato 59’ Renna 86’ | Marcatori | 6’ Andersson |

| Arbitro: | Di Tonno (Lecce) |

|                        |           |  |
| Haller 38’ (rig.), 71’ | Marcatori |  |

| Arbitro: | Grignani (Milano) |

|                               |           |                 |
| Vinício 13’ (rig.) Stenti 88’ | Marcatori | 81’ Christensen |

| Roma 15 novembre 1964 9ª giornata | Lazio          | 0 – 0 referto | Roma | Stadio Olimpico\| Arbitro: \| Righi (Milano) \| |
| Arbitro:                          | Righi (Milano) |               |      |                                                 |

| Arbitro: | Carminati (Milano) |

|            |           |  |
| Petris 90’ | Marcatori |  |

| Torino 29 novembre 1964 11ª giornata | Juventus       | 0 – 0 referto | Lazio | Stadio Comunale\| Arbitro: \| Monti (Ancona) \| |
| Arbitro:                             | Monti (Ancona) |               |       |                                                 |

| Arbitro: | Roversi (Bologna) |

|                  |           |            |
| Galli 42’ (rig.) | Marcatori | 66’ Simoni |

| Genova 20 dicembre 1964 13ª giornata | Sampdoria          | 0 – 0 referto | Lazio | Stadio Luigi Ferraris\| Arbitro: \| Carminati (Milano) \| |
| Arbitro:                             | Carminati (Milano) |               |       |                                                           |

| Arbitro: | Angonese (Mestre) |

|              |           |  |
| Lazzotti 87’ | Marcatori |  |

| Arbitro: | Francescon (Padova) |

|                           |           |  |
| Mari 22’ Galli 44’ (rig.) | Marcatori |  |

| Arbitro: | De Marchi (Pordenone) |

|            |           |           |
| Bolchi 16’ | Marcatori | 27’ Galli |

| Arbitro: | De Marchi (Pordenone) |

|                   |           |           |
| Bartu 5’ Mari 50’ | Marcatori | 61’ Gioia |

#### Girone di ritorno
| Arbitro: | Righi (Milano) |

|           |           |                |
| Bartu 49’ | Marcatori | 79’ Cappellini |

| Arbitro: | Varazzani (Parma) |

|                             |           |  |
| Facchin 34’, 83’ Danova 84’ | Marcatori |  |

| Arbitro: | Genel (Trieste) |

|  |           |            |
|  | Marcatori | 8’ Bertini |

| Arbitro: | Varazzani (Parma) |

|                               |           |  |
| Peiró 30’, 75’ Domenghini 47’ | Marcatori |  |

| Roma 21 febbraio 1965 22ª giornata | Lazio                 | 0 – 0 referto | Milan | Stadio Olimpico\| Arbitro: \| De Marchi (Pordenone) \| |
| Arbitro:                           | De Marchi (Pordenone) |               |       |                                                        |

| Arbitro: | Francescon (Padova) |

|  |           |               |
|  | Marcatori | 75’ Governato |

| Arbitro: | Righetti (Torino) |

|          |           |              |
| Mari 89’ | Marcatori | 36’ Pascutti |

| Roma 21 marzo 1965 25ª giornata | Lazio              | 0 – 0 referto | Lanerossi Vicenza | Stadio Olimpico\| Arbitro: \| Carminati (Milano) \| |
| Arbitro:                        | Carminati (Milano) |               |                   |                                                     |

| Roma 28 marzo 1965 26ª giornata | Roma           | 0 – 0 referto | Lazio | Stadio Olimpico\| Arbitro: \| Righi (Milano) \| |
| Arbitro:                        | Righi (Milano) |               |       |                                                 |

| Arbitro: | Genel (Trieste) |

|                                          |           |  |
| Martiradonna 43’ Cappellaro 55’ Riva 88’ | Marcatori |  |

| Arbitro: | Francescon (Padova) |

|  |           |                       |
|  | Marcatori | 78’ Sívori 88’ Combin |

| Arbitro: | Roversi (Bologna) |

|                          |           |  |
| Ferrini 30’ Ferretti 82’ | Marcatori |  |

| Arbitro: | De Marchi (Pordenone) |

|                    |           |  |
| Governato 34’, 36’ | Marcatori |  |

| Arbitro: | Campanati (Milano) |

|                              |           |             |
| Gasperi 16’ Renna 36’ (rig.) | Marcatori | 89’ Micelli |

| Arbitro: | Righetti (Torino) |

|             |           |                                  |
| Jonsson 77’ | Marcatori | 5’ (rig.) Renna 46’, 69’ D'Amato |

| Roma 30 maggio 1965 33ª giornata | Lazio               | 0 – 0 referto | Atalanta | Stadio Olimpico\| Arbitro: \| Lo Bello (Siracusa) \| |
| Arbitro:                         | Lo Bello (Siracusa) |               |          |                                                      |

| Arbitro: | Orlando (Bergamo) |

|                                         |           |  |
| Gioia 2’, 87’ Bagatti 34’ Brambilla 50’ | Marcatori |  |

### Coppa Italia

#### Turni preliminari
| Arbitro: | Schinetti (Brescia) |

|  |           |                                           |
|  | Marcatori | 5’ Governato 40’ (rig.) Renna 73’ Piaceri |

| Roma 23 settembre 1964 Qualificazione 2º turno | Lazio              | 0 – 0 (d.t.s.) Vince il Napoli per sorteggio | Napoli | Stadio Flaminio\| Arbitro: \| Marchiori (Padova) \| |
| Arbitro:                                       | Marchiori (Padova) |                                              |        |                                                     |

## Statistiche

### Statistiche di squadra
| Competizione        | Punti | In casa | In casa | In casa | In casa | In casa | In casa | In trasferta | In trasferta | In trasferta | In trasferta | In trasferta | In trasferta | Totale | Totale | Totale | Totale | Totale | Totale | DR  |
| Competizione        | Punti | G       | V       | N       | P       | Gf      | Gs      | G            | V            | N            | P            | Gf           | Gs           | G      | V      | N      | P      | Gf     | Gs     | DR  |
| ------------------- | ----- | ------- | ------- | ------- | ------- | ------- | ------- | ------------ | ------------ | ------------ | ------------ | ------------ | ------------ | ------ | ------ | ------ | ------ | ------ | ------ | --- |
| Serie A             | 29    | 17      | 6       | 9       | 2       | 18      | 12      | 17           | 2            | 4            | 11           | 7            | 26           | 34     | 8      | 13     | 13     | 25     | 38     | -13 |
| Coppa Italia        |       | 1       | 0       | 1       | 0       | 0       | 0       | 1            | 1            | 0            | 0            | 3            | 0            | 2      | 1      | 1      | 0      | 3      | 0      | +3  |
| Coppa Città del Sud | 1     | 2       | 0       | 1       | 1       | 1       | 3       | 0            | 0            | 0            | 0            | 0            | 0            | 2      | 0      | 1      | 1      | 1      | 3      | -2  |
| Totale              |       | 20      | 6       | 11      | 3       | 19      | 14      | 18           | 3            | 4            | 11           | 10           | 26           | 38     | 9      | 15     | 14     | 29     | 41     | -12 |

### Statistiche dei giocatori
| Giocatore             | Serie A  | Serie A | Coppa Italia | Coppa Italia | Coppa Città del Sud | Coppa Città del Sud | Totale   | Totale |
| Giocatore             | Presenze | Reti    | Presenze     | Reti         | Presenze            | Reti                | Presenze | Reti   |
| --------------------- | -------- | ------- | ------------ | ------------ | ------------------- | ------------------- | -------- | ------ |
| Can Bartu             | 14       | 2       | 1            | 0            | 2                   | 0                   | 17       | 2      |
| P. Carosi             | 24       | 0       | 1            | 0            | 2                   | 0                   | 27       | 0      |
| I. Cei                | 31       | -29     | 2            | -0           | 2                   | -3                  | 35       | -32    |
| K. Christensen        | 20       | 3       | 2            | 0            | -                   | -                   | 22       | 3      |
| V. D'Amato            | 16       | 3       | -            | -            | -                   | -                   | 16       | 3      |
| P. Dotti              | 29       | 0       | 2            | 0            | 2                   | 0                   | 33       | 0      |
| E. Fascetti           | 12       | 0       | 1            | 0            | 2                   | 0                   | 15       | 0      |
| C. Galli              | 14       | 3       | -            | -            | -                   | -                   | 14       | 3      |
| V. Gasperi            | 32       | 2       | 2            | 0            | 2                   | 0                   | 36       | 2      |
| R. Gori               | 3        | -9      | 1            | -0           | -                   | -                   | 4        | -9     |
| N. Governato          | 30       | 4       | 2            | 1            | 2                   | 1                   | 34       | 6      |
| R. Manganotto         | -        | -       | -            | -            | -                   | -                   | -        | -      |
| A. Mari               | 26       | 3       | 1            | 0            | 1                   | 0                   | 28       | 3      |
| F. Marini             | -        | -       | 1            | 0            | 2                   | 0                   | 3        | 0      |
| P. Masoni             | -        | -       | -            | -            | -                   | -                   | -        | -      |
| P. Pagni              | 33       | 0       | 2            | 0            | -                   | -                   | 35       | 0      |
| G. Petris             | 11       | 1       | 2            | 0            | 2                   | 0                   | 15       | 1      |
| G. Piaceri            | 19       | 0       | 2            | 1            | 1                   | 0                   | 22       | 1      |
| V. Proietti Farinelli | 1        | 0       | -            | -            | -                   | -                   | 1        | 0      |
| A. Renna              | 15       | 4       | 1            | 1            | 2                   | 0                   | 18       | 5      |
| G. Santonico          | -        | -       | -            | -            | -                   | -                   | -        | -      |
| G. Vitali             | 12       | 0       | -            | -            | -                   | -                   | 12       | 0      |
| D. Zanetti            | 32       | 0       | 2            | 0            | 2                   | 0                   | 36       | 0      |

## Riserve
La squadra riserve della Lazio ha disputato nella stagione 1964-1965 il Campionato De Martino.

## Rosa
| N. |                    | Ruolo | Calciatore        |
| -- | ------------------ | ----- | ----------------- |
|    | Italia (bandiera)  | P     | Roberto Gori      |
|    | Italia (bandiera)  | P     | Pier Luigi Masoni |
|    | Italia (bandiera)  | D     | Ezio Campidonico  |
|    | Italia (bandiera)  | D     | Fabrizio Fabbri   |
|    | Italia (bandiera)  | D     | Paolo Marchiori   |
|    | Italia (bandiera)  | D     | Franco Marini     |
|    | Italia (bandiera)  | D     | Gianfranco Mattei |
|    | Italia (bandiera)  | D     | Ezio Paparelli    |
|    | Italia (bandiera)  | D     | Piero Sterbini    |
|    | Italia (bandiera)  | D     | Giampiero Vitali  |
|    | Turchia (bandiera) | C     | Can Bartu         |
|    | Italia (bandiera)  | C     | Paolo Carosi      |
|    | Italia (bandiera)  | C     | Claudio Cosimi    |

| N. |                      | Ruolo | Calciatore                  |
| -- | -------------------- | ----- | --------------------------- |
|    | Danimarca (bandiera) | C     | Kurt Christensen            |
|    | Italia (bandiera)    | C     | Giovanni Renzo Dell'Andrea  |
|    | Italia (bandiera)    | C     | Mauro Giannattasio          |
|    | Italia (bandiera)    | C     | Roberto Manganotto          |
|    | Italia (bandiera)    | C     | Bruno Nastri                |
|    | Italia (bandiera)    | C     | Vincenzo Proietti Farinelli |
|    | Italia (bandiera)    | C     | Luciano Sparacca            |
|    | Italia (bandiera)    | A     | Giancarlo Bellisari         |
|    | Italia (bandiera)    | A     | Vito D'Amato                |
|    | Italia (bandiera)    | A     | Gianfranco Petris           |
|    | Italia (bandiera)    | A     | Giampaolo Piaceri           |
|    | Italia (bandiera)    | A     | Valerio Malavisita          |
|    | Italia (bandiera)    | A     | Giuseppe Santonico          |